# Ulises Eyherabide
Ulises Miguel Eyherabide (San Nicolás de los Arroyos, 1 de febrero de 1967-29 de julio de 2022) fue un cantante, músico, compositor, diseñador gráfico y arquitecto argentino. Fue el líder, fundador y vocalista principal de la banda de rock cristiano Rescate.

## Biografía
Originario de la ciudad de San Nicolás de los Arroyos,  hijo de Ana y Miguel Eyherabide, miembros de la iglesia Dios Es Amor. Tiene 3 hermanas: Silvia, Natalia y Victoria. 
Sus comienzos en la música: fue parte de la banda de rock góspel Todá Rabá («Muchas Gracias» en hebreo) como segunda voz y guitarrista, fundó la banda Rescate, junto a un músico y deportista cordobés, llamado Esteban Albarracín, y un adolescente de origen estadounidense llamado, Jonathan Thompson (quien luego se convertiría en su cuñado) a fines de los años 1980; inspirados en el mover del rock góspel de Estados Unidos. Esteban y Jonathan venían de la banda 'Hanameel' ( "Gracia de Dios" en arameo), con quien Todá Rabá compartía escenarios.
Su primera presentación como R.E.S.C.A.T.E. (Reyes en servicio de Cristo ante Tiempos extremos) fue en un festival de rock abierto a la juventud nicoleña, organizado por el Pastor Albarracín, padre de Esteban, llamado «Rock al Sol».
Grabó junto a Rescate, ocho trabajos discográficos de estudio, siendo el compositor de la mayoría de las canciones. También produjo casi todos los álbumes de la banda.
Trabajó junto a productores en diversos discos, como Juan Blas Caballero, Adrián Schinoff, Tweety González, entre otros. En Rescate además de ser el compositor de las canciones, produjo y fue el diseñador de la imagen y el arte de todos los álbumes.

## Muerte
Falleció el 29 de julio de 2022 después de luchar contra un cáncer de colon, fue sepultado el 30 de julio de 2022 en el Celestial Cementerio Parque de San Nicolás, provincia de Buenos Aires.

## Vida personal
Estuvo casado desde 1994 con Christi Sue Thompson y juntos tuvieron dos hijos: Federico y Agustina. Residió en la ciudad de San Nicolás, en la provincia de Buenos Aires. En 2014 obsequió al papa Francisco, dos de sus últimos álbumes de Rescate. Ulises también fue hincha y fanático de Rosario Central. Falleció antes de cantar en el Remar Fest en Mendoza.

## Colaboraciones
- Su Manto (con Todá Rabá) (1987)
- Jesús nos hizo libre (con Todá Rabá) (1987)
- Cierra los ojos y Abre el Corazón (con Todá Rabá) (1987)
- Seguimos Alabando al Señor (con Todá Rabá) (1987)
- Paz para Todos (con Todá Rabá) (1987)
- No me avergüenzo (con Marcelo Patrono) (2000)
- Juegas con fuego (con Marcelo Patrono) (2000)
- No mires el mundo (con Marcelo Patrono) (2000)
- Corazón muerto (con Marcelo Patrono y Miguel Lops) (2000)
- Un Camino, un lugar (con Marcelo Patrono y Nicolás Rainone) (2000)
- Rayo de mar (con Kyosko) (2001)
- Gris (con Marcelo Mollo) (2002)
- Dímelo (con Álex Campos) (2008)
- Dímelo [En Vivo] (con Álex Campos) (2009)
- Gris (con Dios Nos Libre) (2009)
- Soy José (con Vico C) (2010)
- No te rindas (con Christafari) (2011)
- Quizá (con Nelson Jhon) (2011)
- Tan bien (con Frost) (2012)
- Este muerto no llevó más (con Álex Campos) (2012)
- Somos niños (con Rey De Reyes Kids y Redimi2) (2013)
- El amor (con Rey De Reyes Kids) (2013)
- Don Dinero (con Petros) (2014)
- Aquel gran día (con Christian Canteros) (2014)
- El antídoto (con Segundo Xtasis) (2014)
- Lo gritaremos (con Vertical) (2014)
- Un amor así (con Año Cero) (2015)
- Tú, Carpintero (con El Guerrero) (2016)
- Es tu calor (con Banda Alternativa) (2016)
- Tus pasos (con Redimi2) (2016)
- Todo por Ti (con Rey de Reyes Kids y Redimi2) (2017)
- La barca (con Gabriel Bazan) (2017)
- Clama (con Kike Pavón) (2017)
- Vida me das (con Emmanuel LIVE) (2017)
- Transparente corazón (con Eclipse Rock) (2017)
- De aquí no me voy (con Caudal de Vida y Kike Pavón) (2017)
- Canción para ser feliz (con Pablo Séptimo) (2017)
- La cruz (con Marcos Vidal) (2018)
- Fideoman (con Fede y Facu) [Dedicado a Ángel Di María] (2018)
- Nada me pueda separar (con SDF Kids) (2018)
- Lloras como un nene (con Annette Moreno) (2018)
- Hasta la raíz (con Marcelo Vizzarri y Sergio Ramos) (2021)
- Uno nunca sabe (con Ke Personajes) (2022)
- Feliz contigo (con Manuel Wirzt) (2023)
- Causas perdidas (con Kike Pavón) (2023)
- De cerca (con La Feria) (2025)

## Videoclips

### Musicales: conRescate
- No es cuestión de suerte (2000)
- Quitamancha (2003)
- ¡Quiero más! (paz) (2003)
- Vean (2007)
- Amor que Sobra (2008)
- Ellos van (2010)
- Soy José (con el puertorriqueño Vico C) (2011)
- Tiene razón (2014)
- El veneno (2014)
- Indudablemente (2015)
- De aquí no me voy (con el dominicano Redimi2) (2017)
- Corazón pesebre (2017)
- Quiero más (Mundial de Fútbol 2018) (2018)
- Sobre la mesa (con el argentino Dozer) (2018)

### Musicales: Solista
- El veneno "Unplugged" (con Gabriel Bazan) (2016)
- Una, dos y tres (veces) (Ulises Eyherabide, Año Cero y Horacio Zanotto con Garra) (2022)

### Colaborativos
- Dimelo (con Álex Campos) (2008)
- Dimelo [En Vivo] (con Álex Campos) (2009)
- Somos Niños (con Rey de Reyes Kids y Redimi2) (2013)
- Don Dinero (con Petros) (2014)
- Un amor así (con Año Cero) (2015)
- Tú, Carpintero (con El Guerrero) (2016)
- Es tu calor (con Banda Alternativa) (2016)
- Tus pasos (con Redimi2) (2016)
- La barca (con Gabriel Bazan) (2017)
- Clama (con Kike Pavón) (2017)
- Transparente corazón (con Eclipse Rock) (2017)
- Fideoman (con Fede y Facu) [Dedicado a Ángel Di María] (2018)
- Nada me pueda separar (con SDF Kids) (2018)
- Hasta la raíz (con Marcelo Vizzarri y Sergio Ramos) (2021)
- Uno nunca sabe (con Ke Personajes) (2022)
- Causas perdidas (con Kike Pavón) (2023)